# Diego Caccia
Diego Caccia (* 31. Juli 1981) ist ein ehemaliger italienischer Radrennfahrer.
Diego Caccia fuhr 2003 für das italienische Radsportteam Saeco als Stagiaire, bekam aber keinen Profivertrag für die folgende Saison. 2004 gewann er das Eintagesrennen Giro della Valli Aretine und wurde Zweiter bei der Trofeo Pina e Mario Bazzigallupi. 2006 wechselte Caccia zum britischen Professional Continental Team Barloworld. In seiner zweiten Saison dort belegte er den sechsten Platz bei der Ronde van Drenthe. Im Jahr 2009 nahm er am Giro d’Italia teil und wurde 122.
Im Zuge der Dopingermittlungen der Staatsanwaltschaft von Padua wurde er verdächtigt Kunde des umstrittenen Sportmediziners Michele Ferrari gewesen zu sein.

## Erfolge
2004
- Giro della Valli Aretine

2010
- Mannschaftszeitfahren Brixia Tour

## Teams
- 2003 Saeco (Stagiaire)
- 2006 Barloworld
- 2007 Barloworld
- 2008 Barloworld
- 2009 Barloworld
- 2010 ISD-Neri
- 2011 Farnese Vini-Neri Sottoli
- 2012 Farnese Vini-Selle Italia